# Litvinskita
La litvinskita és un mineral de la classe dels silicats, que pertany al grup de la zirsinalita-lovozerita. Rep el nom en honor de Galina Litvinskoa (Галины Петровны Литвинской) (1920-1994), geòleg, geoquímic, cristal·lògraf i professor principal del Departament de Cristal·lografia i Cristaloquímica de la Universitat Estatal de Moscou.

## Característiques
La litvinskita és un silicat de fórmula química Na₂(◻,Na,Mn)ZrSi₆O₁₂(OH,O)₆. Va ser aprovada com a espècie vàlida per l'Associació Mineralògica Internacional l'any 1999. Cristal·litza en el sistema monoclínic. La seva duresa a l'escala de Mohs és 5.
Segons la classificació de Nickel-Strunz, la litvinskita pertany a «09.CJ - Ciclosilicats amb enllaços senzills de 6 [Si₆O18]12- (sechser-Einfachringe), sense anions complexos aïllats» juntament amb els següents minerals: bazzita, beril, indialita, stoppaniïta, cordierita, sekaninaïta, combeïta, imandrita, kazakovita, koashvita, lovozerita, tisinalita, zirsinalita, kapustinita, baratovita, katayamalita, aleksandrovita, dioptasa, kostylevita, petarasita, gerenita-(Y), odintsovita, mathewrogersita i pezzottaïta.

## Formació i jaciments
Va ser descoberta a la pegmatita Shkatulka de la mina Umbozero, situada al mont Al·luaiv, dins el districte de Lovozero (óblast de Múrmansk, Rússia). També ha estat descrita al Kukisvumtxorr, una muntanya del massís de Khibini, també a l'óblast de Múrmansk, i a la pedrera Poudrette, al Quebec (Canadà). Aquests indrets són els únics de tot el planeta on ha estat descrita aquesta espècie mineral.